# Monacký střelecký svaz
Monacký střelecký svaz (francouzsky Fédération Monégasque de Tir, zkratka FMTIR) je národní organizace sdružující sportovní střelce v Monaku. Svaz byl založen 15. října 1921 a v roce 2017 zaštiťuje pouze dva sportovní střelecké kluby v zemi.